# فولكيتسفيل
فولكيتسفيل (بالألمانية: Volketswil) هي بلدية ضمن مقاطعة أوستر في كانتون زيورخ، سويسرا.

## أعلام
- روني كيلر